# Hermann és Dorottya

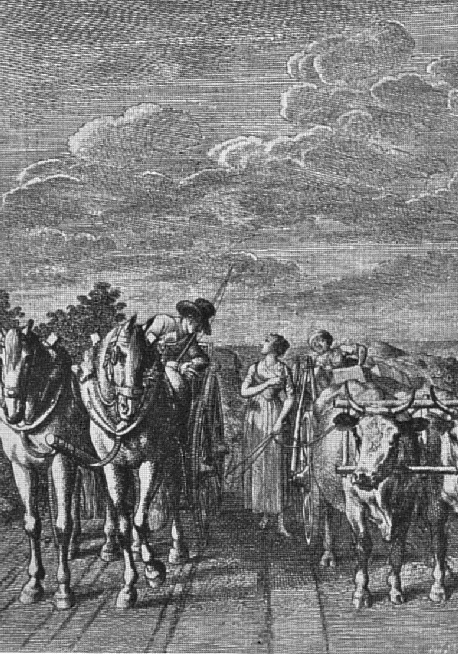
Hermann és Dorottya találkozása (Daniel Chodowiecki rézmetszete)

A Hermann és Dorottya (németül: Hermann und Dorothea) Johann Wolfgang von Goethe kilenc énekből álló eposza. Az 1798-ban megjelent eposzt Goethe 1797-98-ban írta.
Magyarul először 1895-ben jelent meg a mű, Hegedüs István fordításában a Franklin-társulatnál, további fordítások Weber Rudolf (1908), Aczél Dezső (1929).

## Története
Története alapjául G. G. G. Göcking Vollkommene Emigrationsgeschichte von denen aus dem Erzbistum Salzburg vertriebenen Lutheranern (1734) című műve, illetve egy ismeretlen szerző Das liebtätige Gera gegen die Saltzburgischen Emigranten (1732) című műve szolgált, azonban Goethe művében a történet háttere a francia forradalom és helyszíne is Salzburg helyett a Rajna-vidék. Mind a kilenc ének címe egy múzsa nevét tartalmazza egy alcímmel együtt.
A Hermann és Dorottya a 19. században Goethe egyik legnépszerűbb műve volt, azonban később veszített népszerűségéből.

## Magyarul
- Hermann és Dorottya; ford. Hegedüs István; Franklin, Bp., 1881 (Olcsó könyvtár)
- Hermán és Dorottya; ford. Lehr Albert; Franklin, Bp., 1900
- Hermann und Dorothea; szemelvényekben ford. Lukács Ödön; Zsoldos magántanfolyam, Bp., 1925
- Hermann és Dorottya. 1-2. köt.; ford. Aczél Dezső; Uránia, Bp., 1925
- Hermann és Dorothea; ford. Hárs Ernő; in: A hűség énekei. Két német kisepikai mű; Eötvös, Bp., 2001 (Eötvös klasszikusok)